# Sombr
Шейн Майкл Буз (англ. Shane Michael Boose; Sombr; родился 5 июля 2005 года), известный под псевдонимом sombr (стилизованно строчными буквами), — американский певец, автор песен и продюсер. Он выпустил свой дебютный сингл «Nothing Left to Say» в 2021 году, а свой первый мини-альбом (EP) In Another Life — в 2023 году на лейбле Warner Records и собственном лейбле SMB.
В 2025 году синглы Sombr «Back to Friends» и «Undressed» стали вирусными в приложении для обмена видео TikTok и стали его прорывными хитами, что привело к его первому появлению в нескольких чартах, включая Billboard Hot 100.
5 августа 2025 года Sombr был номинирован премию MTV Video Music Awards в категории Лучшее видео дебютанта.

## Биография
Родился 5 июля 2005 года в Нью-Йорке (США) и вырос в Нижнем Ист-Сайде. Он сын Бенны Серфати и Энди Буза, которые оба работали в amfAR. Энди Буз много лет проработал профессиональным музыкантом в Нью-Йорке и впоследствии стал известным координатором престижных мероприятий и гала-концертов. ЮНИСЕФ назвал его «одним из самых успешных мировых организаторов мероприятий». Шейн учился в старшей школе Ла-Гуардия по специальности «вокал», но бросил учёбу на третьем курсе после выпуска песни «Caroline» в июне 2022 года. В настоящее время он живёт в Лос-Анджелесе, штат Калифорния.

## Карьера
Буз выбрал сценический псевдоним «Sombr» для своего первого сингла, поскольку он содержал его инициалы (SMB), и это «отражало его чувства» в то время. Сомбр выпустил свой дебютный сингл «Nothing Left to Say» в октябре 2021 года. В сентябре 2023 года он выпустил свой дебютный мини-альбом «In Another Life», спродюсированный Тони Бергом.
В марте 2025 года песни «Back to Friends» и «Undressed» приобрели популярность после того, как стали вирусными в приложении для обмена видео TikTok, что привело к увеличению числа прослушиваний по запросу и появлению в чартах во многих странах. В родной стране Шейна Буза эти песни достигли 31-го и 25-го мест соответственно в Billboard Hot 100. Обе песни также вошли в Billboard Global 200 и достигли высшей позиции, войдя в топ-20. Кроме того, трек «Undressed» возглавил ирландский чарт синглов и вошел в пятерку лучших в Австралии, Новой Зеландии и Великобритании. «Back to Friends» также вошла в пятерку лучших в Австралии, Ирландии и Новой Зеландии.
24 июля 2025 года Sombr выпустил ещё один сингл «12 to 12» вместе с музыкальным клипом, в котором снялась Эддисон Рей.

## Артистизм
Музыкальные жанры Sombr можно описать как инди-рок и альтернативный поп.

## Дискография

### Синглы
- «Back to Friends» (№ 3 в Австралии, № 31 в Billboard Hot 100)
- «Undressed» (№ 1 в Ирландии, № 4 в UK singles chart, № 25 в Billboard Hot 100)
- «We Never Dated»
- «12 to 12»

## Награды и номинации
| Год  | Номинируемая работа | Категория                                       | Результат | Ссылка |
| ---- | ------------------- | ----------------------------------------------- | --------- | ------ |
| 2025 | Sombr               | Лучший новый артист \| Best New Artist          | Ожидается | [ 26 ] |
| 2025 | «Back to Friends»   | Лучшее альтернативное видео \| Best Alternative | Ожидается | [ 26 ] |